# Jugoslaviska mästerskapet i fotboll 1930/1931
Jugoslaviska mästerskapet i fotboll 1930/1931 innebar att Narodna liga was övergick till att spela höst-vår. BSK Beograd bröt Zagrebklubbarnas svit och gick obesegrade genom säsongen.
Jugoslavija Beograd ersattes av Macva av okända skäl, troligtvis då Jugoslavijas bästa spelare gick till BSK.

## Tabell
| Placering | Klubb        | Spelade matcher | Vinster | Oavgjorda | Förluster | Gjorda mål | Insläppta mål | Målskillnad | Poäng |
| --------- | ------------ | --------------- | ------- | --------- | --------- | ---------- | ------------- | ----------- | ----- |
| 1         | BSK          | 10              | 10      | 0         | 0         | 32         | 6             | +26         | 20    |
| 2         | Concordia    | 10              | 5       | 1         | 4         | 24         | 18            | +6          | 11    |
| 3         | Građanski    | 10              | 4       | 2         | 4         | 10         | 10            | 0           | 10    |
| 4         | Hajduk Split | 10              | 3       | 3         | 4         | 13         | 16            | -3          | 9     |
| 5         | SAŠK         | 10              | 3       | 0         | 7         | 18         | 28            | -10         | 6     |
| 6         | Mačva Šabac  | 10              | 1       | 2         | 7         | 8          | 27            | -19         | 4     |

### Mästarna
BSK Belgrad (Tränare:Antal Nemes)
- Otmar Gazzari
- Predrag Radovanović
- Dragomir Tošić
- Milorad Arsenijević
- Đorđe Popović
- Miodrag Jovanović
- Ljubiša Đorđević
- Aleksandar Tirnanić
- Svetislav Glišović
- Blagoje Marjanović
- Nikola Marjanović
- Đorđe Vujadinović
- Dragoslav Virić
- Predrag Antić